# Battaglia di Forte Ṭabarsí

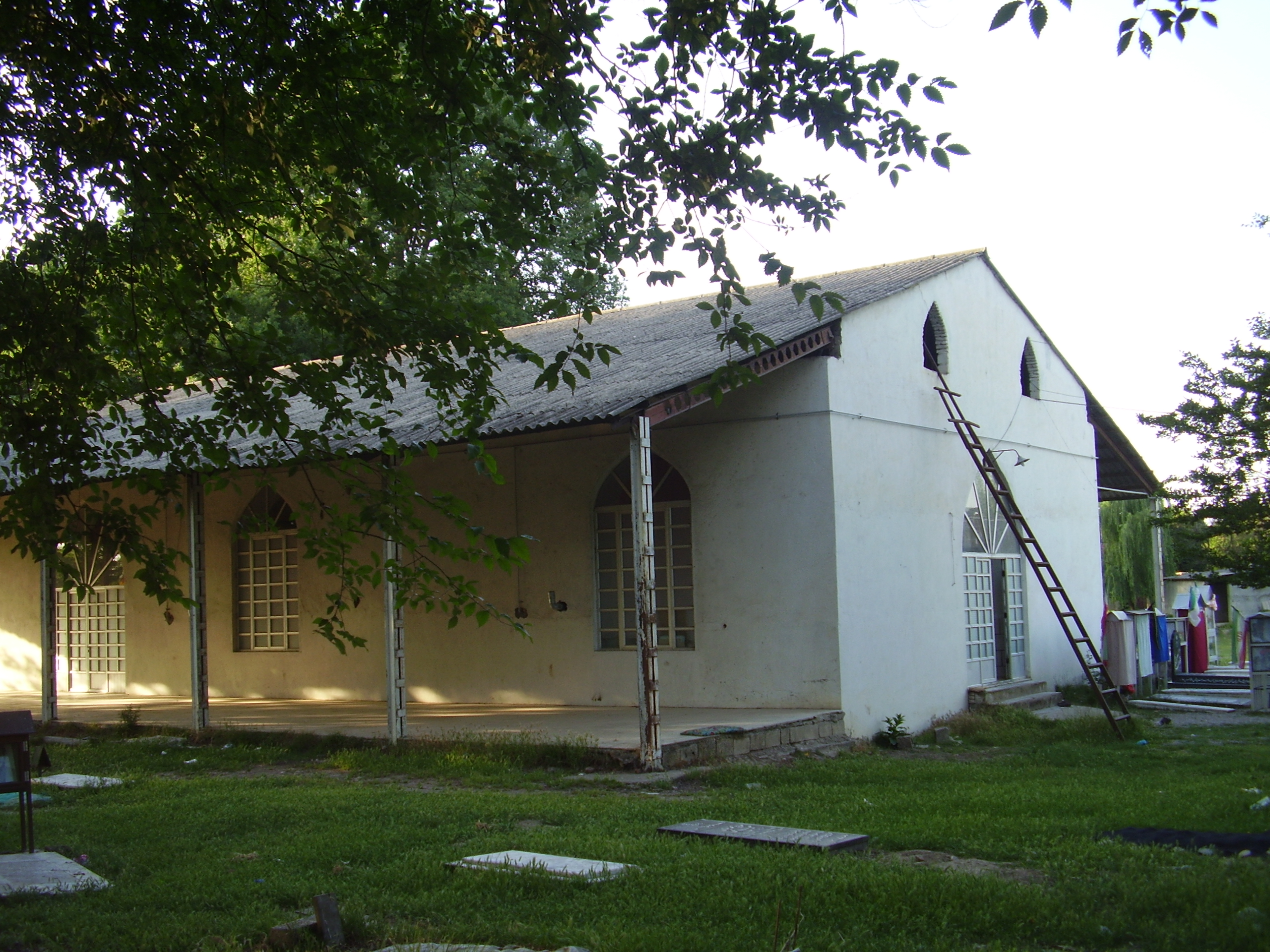
La Forte Ṭabarsí

La battaglia di Forte Ṭabarsí si svolse in Persia nella provincia di Mazandaran, nel periodo 10 ottobre 1848-10 maggio 1849, tra le truppe governative e i seguaci del Báb che si erano rifugiati nel mausoleo di Shaykh Ṭabarsí, trasformato in fortezza.

## Jihād
Mullá Husayn-i-Bushru'i, uno dei più eminenti seguaci del Báb, su istruzione del Báb aveva alzato lo Stendardo nero della guerra santa e con alcune centinaia di fedeli si era diretto da Mashhad al mausoleo di Shaykh Ṭabarsíin in un'operazione diretta a diffondere la nuova fede babista e a liberare, al contempo, un altro leader babista, Quddús, dagli arresti domiciliari cui era sottoposto nella città di Sárí.
Arrivati al mausoleo, per difendersi da un imminente attacco governativo, lo fortificarono e vi si asserragliarono.
Le truppe governative li posero sotto assedio, dando inizio alla battaglia.

## L'inganno
All'inizio le operazioni difensive e militari furono dirette da Mullá Ḥusayn e dal 20 ottobre 1848 da Quddus dopo che era stato liberato.
La resistenza degli assediati fu efficace e notevole tanto da mettere in imbarazzo le autorità imperiali.
Per superare le difficoltà che l'assedio non riusciva a superare il principe Mihdí-Qulí Mírzá inviò ai resistenti una copia del Corano con scritto il suo giuramento a lasciarli liberi in caso di resa.
I resistenti si arresero, ma furono immediatamente disarmati e trattati come prigionieri. Il forte fu raso al suolo dall'esercito imperiale e i babisti furono uccisi.
Quddús, fatto prigioniero, fu consegnato al clero che lo abbandonò nelle mani della folla inferocita, che lo uccise, il 16 maggio 1849 facendone a pezzi il corpo; alcuni resti del suo corpo furono recuperati da un amico e seppelliti nelle vicinanze.

## Lettere del Vivente
Alla battaglia parteciparono otto lettere del Vivente, discepoli particolarmente vicini al Báb:
- Mullá Husayn-i-Bushru'i
- Muhammad-Hasan-i-Bushru'i
- Muhammad-Baqir-i-Bushru'i
- Mullá Mahmud-i-Khu'i
- Mullá Jalil-i-Urumi
- Mullá Ahmad-i-Ibdal-i-Maraghi'i
- Mullá Yusif-i-Ardibili
- Mullá Muhammad-'Aliy-i-Qazvini